# Mount Short
Mount Short ist ein 2110 m hoher Berg im ostantarktischen Viktorialand. Er ragt 1,5 km östlich des Sculpture Mountain im oberen Abschnitt des Rennick-Gletschers auf.
Der United States Geological Survey kartierte ihn anhand eigener Vermessungen und Luftaufnahmen der United States Navy aus den Jahren von 1960 bis 1964. Das Advisory Committee on Antarctic Names benannte ihn im Jahr 1969 nach Lieutenant Commander John Sutter Short, Kommandant einer LC-130F während der Operation Deep Freeze der Jahre 1967 und 1968.